# Samidorphan
Samidorphan ist ein Arzneistoff aus der Gruppe der Opioidantagonisten. Der Wirkstoff bindet mit hoher Affinität kompetetiv insbesondere an μ-Opioidrezeptoren.

## Eigenschaften
Samidorphan bindet an die μ-, κ- und δ-Opioidrezeptoren. Es wirkt als ein Antagonist an den μ-Opioidrezeptoren und besitzt eine partielle agonistische Aktivität an den κ- und δ-Opioidrezeptoren.
Auch die beiden humanen Hauptmetaboliten, die N-dealkylierte Substanz und das N-Oxid, binden an die μ-, κ- und δ-Opioidrezeptoren. Während das Samidorphan-N-Oxid am μ-Opioidrezeptor ebenfalls antagonistisch wirkt, entfaltet der N-dealkylierte Metabolit dort eine agonistische Aktivität.
| Name                      | μ-Opioidrezeptor | κ-Opioidrezeptor | δ-Opioidrezeptor |
| ------------------------- | ---------------- | ---------------- | ---------------- |
| Samidorphan               | 0,052            | 0,23             | 2,7              |
| N-dealkylierter Metabolit | 0,26             | 23               | 56               |
| N-Oxid                    | 8                | 110              | 280              |

Samidorphan zählt chemisch zu den Morphinanen. Es ähnelt dem Naltrexon.
Pharmazeutisch wird Samidorphan als Salz der L-Äpfelsäure, Samidorphan-L-malat, eingesetzt, einem weißen bist fast weißen kristallinen Pulver. Die pKa-Werte betragen 8,3 (Amin) und 10,1 (Phenol).

## Therapeutische Verwendung
Samidorphan ist in fester Kombination mit dem atypischen Neuroleptikum Olanzapin unter dem Namen Lybalvi seit 2021 in den USA zugelassen für die orale Behandlung von Schizophrenie und Bipolar-I-Störungen bei Erwachsenen.
Eine experimentell verwendete Kombination ist Samidorphan mit dem µ-Opioidrezeptoragonisten Buprenorphin, die zur Behandlung von Depressionen untersucht wird.